# Jane Alexander (Bischöfin)

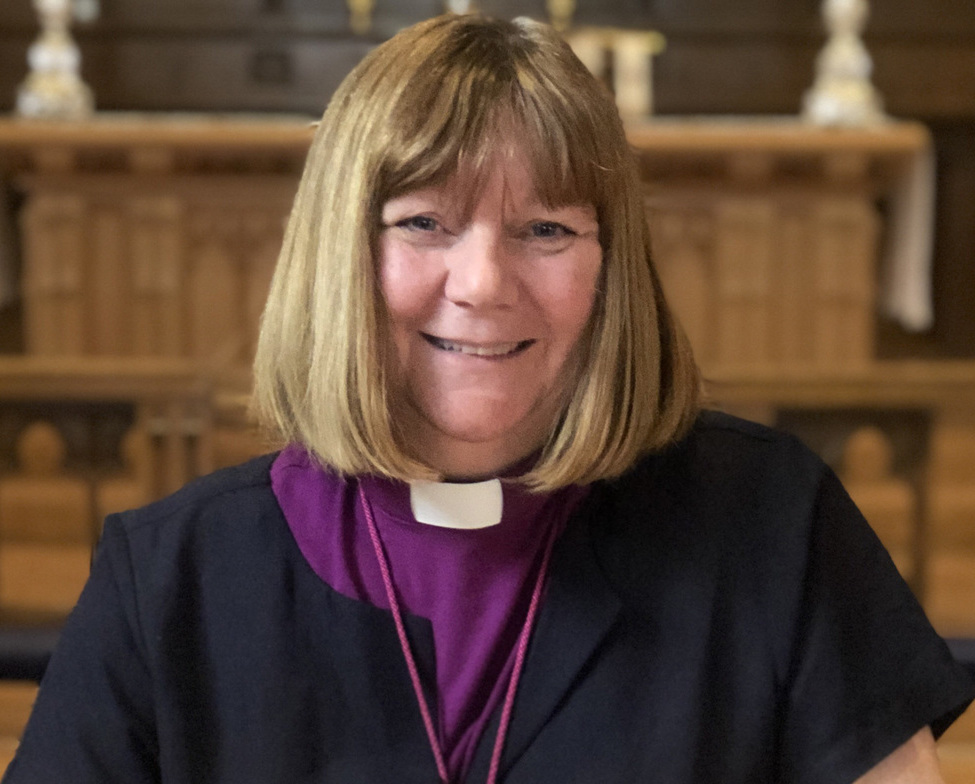
Jane Alexander, 2019

Jane Alexander (* 29. März 1959 in England) ist eine britisch-kanadische Geistliche. Sie war von 2008 bis 2021 Bischöfin der Anglikanischen Kirche von Kanada.

## Leben
Alexander wuchs in England auf und besuchte die Brunts Grammar School in Mansfield. Alexander studierte anglikanische Theologie an der Newcastle University und Pädagogik und Psychologie an der University of Alberta in Kanada, wo sie nach ihrer Promotion 1996 als Professorin für Erziehungspsychologie arbeitete. Nachdem sie 2001 den Grad eines Master of Theological Studies erworben hatte, wurde sie zur anglikanischen Priesterin ordiniert und arbeitete in verschiedenen geistlichen Ämtern, ab 2006 als Dekanin in Edmonton und Rektorin der All Saints' Anglican Cathedral in Edmonton. Am 11. Mai 2008 wurde sie von John Robert Clarke zur Bischöfin geweiht und als Nachfolgerin der zurückgetretenen Bischöfin Victoria Matthews im Bistum Edmonton installiert. Im April 2021 trat sie vom Bischofsamt zurück.